# Dire Straits
Dire Straits var en brittisk rockgrupp, aktiv mellan 1977 och 1995, bildad av sångaren och gitarristen Mark Knopfler, basisten John Illsley, gitarristen David Knopfler samt trummisen Pick Withers i Deptford, London. Dire Straits sound kom från en mängd olika musikaliska influenser: jazz, folkmusik och blues, och kategoriseras närmast som merseybeat inom genren rock'n'roll. Då punkrocken var som allra mest populär under bandets tidiga år, skapade deras avskalade sound en kontrast mot punken och gruppen visade influenser från rootsrock, som kom från pubrocken. Många av Dire Straits låtar var melankoliska.
Dire Straits mest sålda album Brothers in Arms (1985) har sålt i över 30 miljoner exemplar, och var det första albumet att sälja en miljon exemplar på det då nya formatet CD. De blev också ett av världens mest kommersiellt framgångsrika band med världsomspännande skivförsäljning på över 100 miljoner. Dire Straits vann fyra Grammy Awards, tre Brit Awards (varav två för bästa brittiska grupp), två MTV Video Music Awards, och diverse andra musikpriser. Några av bandet mest kända låtar är "Sultans of Swing", "Money for Nothing", "Romeo and Juliet", "Walk of Life" och "Brothers in Arms".
Enligt Guinness Book of British Hit Albums har Dire Straits tillbringat över 1 100 veckor på den brittiska albumlistan – den femte bästa noteringen genom tiderna. Deras karriär sträckte sig sammanlagt över 15 år. De splittrades först 1988, men återförenades 1991 och upplöstes för gott 1995 när Mark Knopfler bestämde sig för att fokusera på sin solokarriär på heltid. Det gjordes flera byten av medlemmar under bandets båda perioder, Mark Knopfler och John Illsley var de enda som stannade i bandet under bandets karriär.

## Historia

### Bakgrund

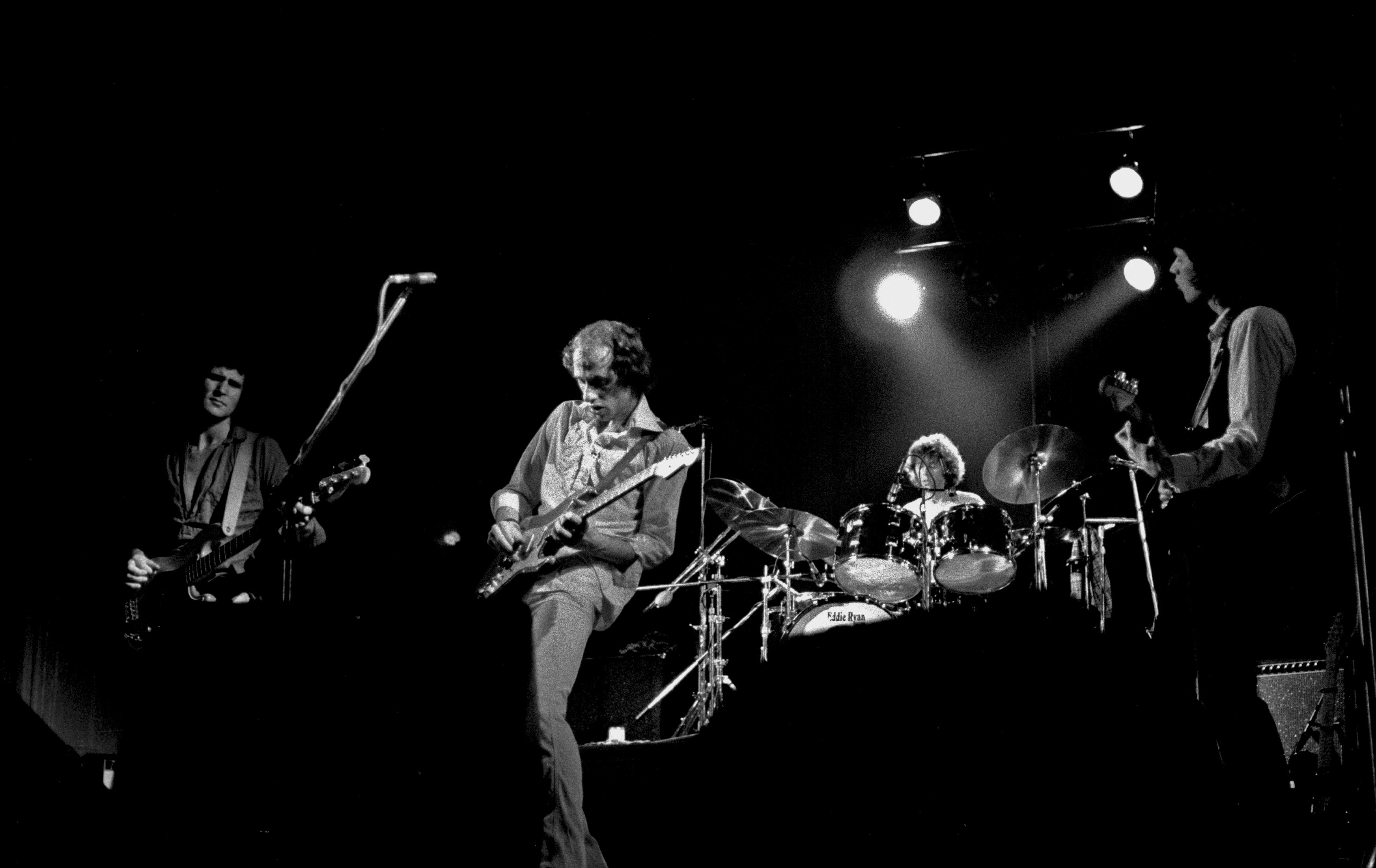
Originalsättningen av Dire Straits, i Hamburg 1978. Från vänster: John Illsley, Mark Knopfler, Pick Withers och David Knopfler.

Tidigt 1977 flyttade Mark Knopfler in hos sin bror David och hans vän John Illsley. De började repetera Marks låtar, och då en trummis saknades kontaktade Knopfler sin tidigare bandkamrat Pick Withers från Brewer's Droop. De började spela under hans gamla bandnamn Café Racers, och den första konserten ägde rum bakom deras lägenhet på en punkfestival med Squeeze som huvudakt. Vid andra konserten var bandet förband till Squeeze, och hade då ändrat namnet till Dire Straits efter ett förslag från Withers vän, då de hade svårt att få ekonomin att gå ihop (namnet betyder ungefärligen "svår situation"). Bandet skrapade snart ihop 120 pund för att kunna spela in en demo på fem låtar, vilket innehöll vad som skulle bli en världshit, "Sultans of Swing". Övriga låtar var "Wild West End", "Down to the Waterline", "Water of Love" och David Knopflers låt "Sacred Loving". De skickade in demon till Charlie Gillet, en känd radiopratare på BBC Radio London. Gillet fick upp ögonen för bandet och spelade skivan i sin radioshow Honky Tonk, och vad som egentligen bara var en fråga om goda råd visade sig i slutändan leda till att Dire Straits skrev skivkontrakt med Phonograms (dåvarande Philips) Vertigo Records efter att John Stainze vid skivbolaget varit snabb att fånga bandet. I oktober samma år spelade bandet in en demo med låtarna "Southbound Again", "In the Gallery" och "Six Blade Knife" för BBC Radio London. Månaden därpå spelade man in en demo med "Setting Me Up", Eastbound Train" och "Real Girl".
En man vid namn Ed Bicknell som vid den här tiden jobbade som bokare och manager (tidigare trummis åt Jeff Conrad) blev tillfrågad av Stainze att ordna ett par spelningar åt gruppen. Den 13 december 1977 besökte Bicknell Dingwalls Club i norra London för att se bandet uppträda för första gången. Han kom in på klubben under framförandet av den inledande låten "Down to the Waterline" och blev direkt intresserad av att bli gruppens manager, vilket han också blev. Vid samma tidpunkt arrangerade Bicknell en turné för Talking Heads vilket gav honom möjligheten att låta Dire Straits vara förband på turnén. De blev betalade £50 per spelning vilket var tio gånger mer än på Dingwalls.

### 1978–1979: Debutalbumet och uppföljaren
Gruppens första album Dire Straits spelades in i Basing Street Studios i västra London i februari 1978 till en kostnad av £12 500. Albumet släpptes den 8 juni samma år och producerades av Muff Winwood. Till en början var albumet inte så väl mottaget, trots utsålda spelningar och bra recensioner hamnade albumet långt ner på UK Albums Chart och ramlade ut efter endast en vecka. Många av låtarna på albumet handlade om Mark Knopflers upplevelser i Newcastle, Leeds och London. "Down to the Waterline" handlar om livet i Newcastle, "In the Gallery" är en hyllning till skulptören Harry Phillips som bodde i Leeds, "Wild West End" och "Lions" skrevs under Knopflers första period i huvudstaden London.
"Sultans of Swing" släpptes i oktober som singel i Europa. Försäljningen gick uppåt och bandet spelade för första som huvudakt utanför England till utsålda arenor i Nederländerna, Belgien och Västtyskland. När albumet till slut släpps i USA den 20 oktober genom Warner Bros. Records fick bandet stort genomslag världen över. Albumet nådde första plats på listorna i Kanada, Australien och Nya Zeeland. I Europa tog sig Dire Straits upp på topp-10 i samtliga länder. I slutet av november, bara några månader efter att första albumet gavs ut, började inspelningarna av bandets andra album Communiqué i Nassau, Bahamas vid Compass Point Studios. Samtidigt planerades Dire Straits första USA-turné som kom att resultera i att bandet spelade 51 utsålda spelningar under en 38-dagarsperiod under februari, mars och april. Bob Dylan såg bandet uppträda i Los Angeles och blev så pass imponerad att han bad Mark Knopfler och Pick Withers att medverka på hans då kommande album Slow Train Coming. Samtidigt gav man åter ut "Sultans of Swing", som placerade sig som bäst på plats åtta i Storbritannien och plats fyra i USA. Låten blev en av bandets största hits.
Dire Straits andra studioalbum, Communiqué, gavs ut den 5 juni 1979 och producerades av Jerry Wexler och Barry Beckett. I Tyskland tog sig albumet upp på första plats, samtidigt som debutalbumet Dire Straits låg på tredje plats. I Storbritannien nådde Communiqué som bäst plats 5, medan det i USA tog sig upp på plats 11. Singeln "Lady Writer" nådde plats 51 och 45 i Storbritannien respektive USA. I juni 1979 påbörjade bandet en kortare turné i England och gjorde i september samma år sin andra USA-turné. Två månader senare nådde de för första gången de nordiska länderna och som det tredje bandet någonsin sålde Dire Straits ut Scandinavium på 14 000 platser. Även Hovet i Stockholm såldes ut.

### 1980–1984: Nytt årtionde och nya framgångar

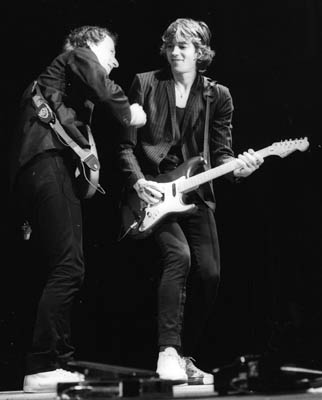
Mark Knopfler tillsammans med Hal Lindes, som ersatte David Knopfler 1980.

1980 var Dire Straits nominerade till två Grammy Awards, för Best New Artist samt Best Rock Vocal Performance by a Duo or Group för "Sultans of Swing". Dire Straits påbörjade inspelningarna av deras tredje studioalbum Making Movies i juni 1980, för att sedan slutföra arbetet i augusti och i oktober ge ut albumet. Albumet producerades av Mark Knopfler tillsammans med Jimmy Iovine. Under sessionen lämnade David Knopfler bandet, då han musikaliskt inte kom överens med sin bror, för att senare påbörja en solokarriär. David Knopfler var nästan klar med sina gitarrinspelningar när han lämnade gruppen. Mark Knopfler och gitarristen Sid McGinnis spelade dock in dessa delar på nytt. Noterbart är också att Roy Bittan från Bruce Springsteens E Street Band stod för allt piano- och keyboardspel på albumet. Kort efter att albumet spelats in anslöt keyboardisten Alan Clark och den amerikanske gitarristen Hal Lindes till bandet som permanenta medlemmar. Därefter gav man sig ut på turnéer i Europa och Nordamerika.
Making Movies skiljer sig från de två tidigare albumen genom ett mer komplext arrangemang vilket gav bandet ett nytt sound, ett sound som bandet sen behöll för resten av sin karriär. Albumet fick mestadels positiva reaktioner och innehöll några av Knopflers mest personliga kompositioner. Den mest framgångsrika singeln från albumet var "Romeo and Juliet" som i Storbritannien och Sverige nådde plats 8 respektive plats 4 som bäst. Öppningslåten "Tunnel of Love" är en av endast två låtar av bandet som inte är helt och hållet krediterad Mark Knopfler, då introt är taget från Richard Rodgers och Oscar Hammersteins "The Carousel Waltz". Trots att "Tunnel of Love" endast nådde plats 54 på den brittiska singellistan då den gavs ut som singel 1981, är den en av Dire Straits mest kända låtar och blev genast en konsertfavorit. Making Movies låg kvar på den brittiska albumlistan i fem år och nådde som bäst plats 4, medan den toppade listorna i Norge och Italien.
Bandets fjärde studioalbum, Love Over Gold, innehöll långa låtar med experimentella passager och fick ett gott mottagande när det gavs ut i september 1982. I USA guldcertifierades albumet och i Storbritannien toppade Love Over Gold albumlistan under fyra veckors tid. Titeln inspirerades av graffiti som Knopfler sett från sitt fönster i en lägenhet i London. Frasen togs från ett albumomslag av Captain Beefheart. Love Over Gold var Dire Straits första album att produceras av enbart Knopfler och låten "Private Investigations" var bandets första att nå topp-5 i Storbritannien. Som bästa nådde låten plats 2, trots att den är närapå sju minuter lång. I andra delar av världen var "Industrial Disease", en låt som handlar om strejker, depression och dysfunktion inom den brittiska tillverkningsindustrin i början av 1980-talet, huvudsingeln från albumet. I Kanada tog sig låten upp på topp-10. Tillsammans med titelspåret och "It Never Rains" återfanns också den 14 minuter långa "Telegraph Road". Under den här perioden skrev Knopfler också låten "Private Dancer", som dock inte kom med på albumet. Låten spelades istället in av Tina Turner och gavs ut på dennes studioalbum med samma namn. Under de första sex försäljningsveckorna sålde Love Over Gold två miljoner exemplar. Strax efter utgivningen av albumet lämnade trummisen Pick Withers bandet. Han ersattes av Terry Williams, som tidigare hade spelat med Rockpile och bland andra det Walesiska bandet Man.
1983 gavs EP:n ExtendedancEPlay, med fyra låtar, ut samtidigt som Love Over Gold fortfarande låg kvar på albumlistan. På EP:n återfinns låten "Twistin By the Pool" som nådde topp-20 i Storbritannien och Kanada. Till livesammanhang rekryterade bandet keyboardisten Tommy Mandel, för att hjälpa Clark med bandets alltmer komplexa och detaljrika arrangemang. Dire Straits gav sig ut på en 18 månader lång världsturné för att promota Love Over Gold, som avslutades med två utsålda konserter på Hammersmith Odeon den 22 och 23 juli 1983. Dubbelalbumet Alchemy: Dire Straits Live innehöll liveupptagningar från dessa två konserter och gavs enligt uppgift ut utan studiodubbningar. Albumet mixades i november 1983 och gavs ut i mars 1984 och nådde topp-3 i Storbritannien. Konserterna gavs också ut på VHS, och sedan också på DVD och Blu-ray 2010.
1983 och 1984 var Knopfler också inblandad i många andra projekt utanför bandet. Han skrev musik till filmerna Local Hero – byns hjälte och Cal som också gavs ut som soundtrackalbum. Han producerade också Bob Dylans 22:a studioalbum Infidels där också Alan Clark medverkade som musiker. John Illsley gav 1984 ut sitt första studioalbum, Never Told a Soul, där Knopfler, Clark och Terry Williams medverkade.

### 1985–1990:Brothers in Armsoch uppbrott
I slutet av 1984 återvände Dire Straits till studion för att spela in vad som kom att bli deras femte studioalbum, Brothers in Arms. Albumet spelades in i AIR Studios och producerades av Knopfler tillsammans med Neil Dorfsman. Vid dessa sessioner ändrades bandets line-up ytterligare. Då Mandel lämnat gruppen för att återuppta sin karriär som studiomusiker, rekryterade man keyboardisten Guy Fletcher som tidigare arbetat med Roxy Music och med Knopfler på soundtracket till Cal. Gitarristen Hal Lindes lämnade bandet under dessa sessioner och ersattes av en annan amerikan, Jack Sonni.
Enligt en intervju med Dorfsman, utförd av tidningen Sound on Sound, så blev Williams under en period temporärt ersatt av jazztrummisen Omar Hakim. Hakim spelade in nästan alla trumdelar till albumet på två dagar, innan han lämnade sessionen för andra åtaganden. Både Hakim och Williams listas som musiker på albumet, Williams enda bidrag på albumet är dock på "Walk of Life" och det improviserade crescendot i början av "Money for Nothing". Andy Kanavan anslöt under en kort period som en potentiell ersättare, men Williams återvände och medverkade både i musikvideor och på den efterföljande världsturnén. Varken Kanavan eller Sonni har krediterats som officiella bandmedlemmar.
Brothers in Arms gavs ut i maj 1985 och gick direkt in som etta i Storbritannien, där den totalt har tillbringat 228 veckor. Albumet blev det bäst säljande i Storbritannien 1985. Albumet nådde även förstaplatsen i USA, där den tillbringade totalt nio veckor och har sålt i över nio miljoner exemplar. I Australien låg albumet etta på ARIA Charts i 34 veckor, vilket gör det till det album som legat etta under längst tid någonsin i Australien. Brothers in Arms hade en mer påkostad produktion än Dire Straits föregående album och gav upphov till flera singelhits.
I Europa gav man ut "So Far Away" som första singel från albumet, som nådde plats 20 i Storbritannien som bäst. Därefter gav man ut "Money for Nothing" som blev bandets första och enda låt att bli etta i USA på Billboard Hot 100. Låten blev etta även i Kanada, medan den i Storbritannien som bäst nådde plats 4. "Money for Nothing" var den första musikvideon som visades på MTV i Storbritannien. På denna låt medverkade Sting, som också fått låtskrivarkredit tillsammans med Knopfler på grund av inkluderandet av en melodislinga från "Don't Stand So Close To Me". I februari 1986 tilldelades låten en Grammy Award för Best Rock Performance by a Duo or Group with Vocal. "Brothers in Arms" nådde i Storbritannien plats 16, medan den nådde topp-10 placeringar i Irland och Nya Zeeland. "Walk of Life" blev gruppens sista singel att nå topp-10 i både Storbritannien och USA. "Your Latest Trick" var sista låt att ges ut som singel från albumet.
Då Knopfler var driven att få till bättre ljudkvalité på inspelningarna, var Brothers in Arms bland de första albumen att spelas in digitalt. Albumets titelspår sägs vara världens första singel att ges ut på CD. Den gavs ut som promo-CD i Storbritannien, med en logga för turnén, Live in '85, medan en annan version löd Live in '86 för den australiensiska delen av turnén. CD:n innehöll fyra spår och hade en mycket begränsad upplaga. Dorfsman var emot att inkludera "Walk of Life" på albumet, men han blev nedröstad av bandmedlemmarna. Resultatet blev Dire Straits mest kommersiellt framgångsrika hitsingel i Storbritannien, med nummer 2 som toppnotering. "Money for Nothing", "Walk of Life" och "Brothers in Arms" blev omedelbart konsertfavoriter.

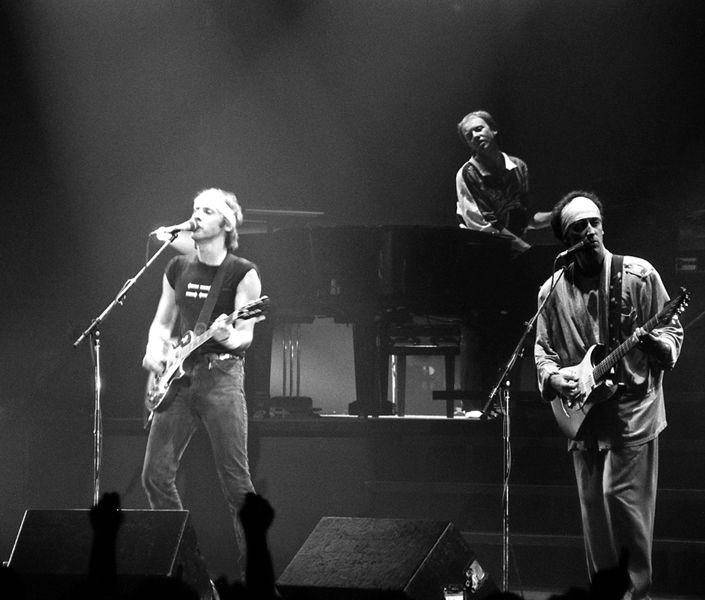
Mark Knopfler, Alan Clark och Jack Sonni under turnén för Brothers in Arms 1985.

Brothers in Arms listas i Guinness rekordbok som den första CD-skivan att säljas i en miljon exemplar, och har fått kredit för att ha hjälpt till att göra CD-formatet populärt. CD-versionen av albumet innehåller längre versioner av samtliga låtar på den första sidan av original-LP:n, förutom "Walk of Life".
Världsturnén som följde under 1985–86, var oerhört framgångsrik. Saxofonisten Chris White anslöt till bandet och turnén påbörjades den 25 april 1985 i Split, Jugoslavien. Medan man intagit Wembley Arena för tolv konserter, flyttade bandet den 13 juli 1985 ner till Wembley Stadium för att medverka på Live Aid. Under bandet konsert gästade Sting på "Money for Nothing". Turnén avslutades på Entertainment Centre i Sydney, Australien den 26 april 1986. Inom loppet av två år gjorde Dire Straits 247 konserter i över 100 olika städer.
1986 vann Brothers in Arms två Grammy Awards, och vann året därpå en Brit Award för bästa brittiska album. 2000 rankade tidningen Q albumet på plats 51 i dess lista över de "100 bästa brittiska albumen genom tiderna". I Rolling Stones lista över de "500 bästa albumen genom tiderna" hamnade albumet på plats 351. Brothers in Arms rankas också som det tredje bästa albumet från 1985 och det plats 31 av de bästa albumen från 1980-talet. I april 2012 rankades albumet som det sjunde bästa säljande genom tiderna i Storbritannien, medan det hamnade på plats 107 på samma lista i USA.

### 1987–1990: Det första uppbrottet
Efter att turnén för Brothers in Arms avslutats tog Knopfler en paus från Dire Straits, och ägnade 1987 åt soloprojekt och soundtracks. Den 11 juni 1988 spelade gruppen återigen, under Nelson Mandela 70th Birthday Tribute på Wembley Stadium. Under denna konsert spelade gruppen med Eric Clapton och framförde också hans låt "Wonderful Tonight", medan Jack Sonni var frånvarande. Kort därefter lämnade Williams bandet.
I september 1988 kom ett officiellt meddelande från Knopfler om att Dire Straits var upplöst. Den enorma succén som utgivandet av Brothers in Arms innebar, gjorde att bandmedlemmarna hamnade under en stor press, och Knopfler meddelade att han ville arbeta med projekt som var mer personliga. Ett samlingsalbum, Money for Nothing, gavs ut i oktober 1988 och nådde plats nummer 1 i Storbritannien. Samma år gav Illsey ut sitt andra studioalbum, Glass, där också Knopfler, Clark, Fletcher och White medverkade.
Under en middag i Notting Hill 1989 bildade Knopfler The Notting Hillbillies, ett countrybaserat band bestående av Guy Fletcher, Brendan Croker, Steve Phillips och managern Ed Bicknell på trummor. The Notting Hillbillies gav ut ett enda album, Missing... Presumed Having a Good Time, och fick en mindre hit med singeln "Your Own Sweet Way" 1990. Bandet turnerade resterande del av året och medverkade också på Saturday Night Live. Knopfler utforskade countryn vidare samma år på albumet Neck and Neck, som han spelade in tillsammans med Chet Atkins.
1990 spelade Dire Straits tre låtar på Knebworth Festival tillsammans med Eric Clapton och Elton John: "Sold Rock", "Money for Nothing", samt en låt som Knopfler beskrev som en experimentell låt som de var osäkra på om de skulle spela in eller ej. Låten, "I Think I Love You Too Much", är en bluesrock med solon från både Knopfler och Clapton. Den gavs bort till Jeff Healey och återfinns på hans studioalbum Hell to Pay. Allt detta var innan Knopfler, Illsley och Bicknell bestämde sig för att återförena bandet 1991.

### 1991–1995: Återförening och sista albumen
I början av 1991 återuppstod Dire Straits – denna gång endast med fyra medlemmar: Knopfler, Illsley, Clark och Fletcher. Bandet påbörjade inspelningar för ett nytt studioalbum med studiomusikerna Paul Franklin (Pedal steel guitar), Danny Cummings (slagverk), Phil Palmer (gitarr), samt saxofonisten Chris White som återvände till bandet. Under inspelningssessionerna tog Jeff Porcaro Williams plats som trummis. Porcaro blev senare också erbjuden platsen permanent, men tackade nej på grund av sin medverkan i Toto.
Dire Straits sjätte och sista studioalbum, On Every Street, gavs ut i september 1991. Trots att albumets utgivning var efterlängtat, fick det endast ett måttligt emottagande med medelmåttiga recensioner och en mycket mindre publik, trots bandets tidigare succé med Brothers in Arms. Allmusic kallade On Every Street en "besvikelse" som uppföljare till Brothers in Arms. Trots detta lyckades det ändå sälja i 8 miljoner exemplar och blev albumetta i Storbritannien, medan det i USA nådde plats 12. Bandet lyckades inte producera någon större hit i Storbritannien från albumet. Den första singeln var öppningsspåret "Calling Elvis", vars musikvideo var baserad på tv-serien Thunderbirds. Låten nådde som bäst plats 21 i Storbritannien men lämnade listan inom fyra veckors tid. Uppföljaren "Heavy Fuel" misslyckades att ta sig in på topp-50 i Storbritannien, medan den däremot toppade Mainstream Rock Tracks på Billboard i USA. Även titelspåret misslyckades att ta sig in på topp-40 i Storbritannien. Albumets och även bandets sista singel, "The Bug", gavs ut i Storbritannien och innehåller körsång av Vince Gill som tackade nej till en permanent plats i bandet.
Trummisen Chris Whitten anslöt till Dire Straits som livemusiker strax innan bandet påbörjade en lång turné med över 300 konserter under två års tid. Trots att turnén musikaliskt var mer utvecklad än den föregående turnén 1985–86, var gruppens sista turné inte lika framgångsrik. Det visade sig bli för mycket för Dire Straits, och vid det här laget hade Knopfler fått nog av turnéer i dessa proportioner. Detta ledde till bandets andra och sista uppbrott. Bill Flanagan beskrev händelseförloppet i tidningen GQ: "Den efterföljande världsturnén varade i nästan två år, inbringade berg av pengar och körde Dire Straits i botten. När turnén var över var både Knopflers äktenskap och hans band borta." Det sista konserten på turnén och bandets sista turnékonsert ägde rum den 9 oktober 1992 i Zaragoza, Spanien.
Efter slutet av turnén uttryckte Knopfler en önskan om att sluta turnera i en så stor skala, och tog time-out från musikbranschen. Ett livealbum, On the Night, släpptes i maj 1993 som dokumenterade turnén, och återigen fick bandet medelmåttiga recensioner. Det nådde ändå topp-5 på den brittiska albumlista. Den fyrspåriga EP:n Encores gavs också ut och nådde förstaplatsen på den franska singellistan. Dire Straits sista album, Live at the BBC, var en samling liveinspelningar mellan 1978 och 1981, som mestadels innehöll originalsättningen av bandet. Det gavs ut i juni 1995 som bandets tredje och sista livealbum, och var gavs ut på grund av ett avtal med Vertigo Records. Vid denna tidpunkt upplöstes Dire Straits i det tysta och Knopfler förberedde sig för arbetet med sitt första fullfjädrade soloalbum.

### 1996–2018: Efter Dire Straits
Efter att ha lagt ned Dire Straits påbörjade Mark Knopfler sin karriär som soloartist och gavs ut sitt första studioalbum Golden Heart i mars 1996. Brothers in Arms platinacertifierades i USA för nionde gången i augusti samma år. Under detta år blev också bandets alla album remastrade av Bob Ludwig och återutgavs på CD av Mercury Records, i den större delen av världen utanför USA. De gavs senare ut i USA, i september 2000, av Warner Bros. Records. Knopfler, Illsley, Clark och Fletcher återförenades en sista gång den 19 juni 1999 med Ed Bicknell på trummor, och framförde fem låtar inklusive Chuck Berrys "Nadine", under Illsleys bröllop. Bandets manager Bicknell avslutade officiellt sin professionella relation med Knopfler, Illsley, Clark och Fletcher år 2000.

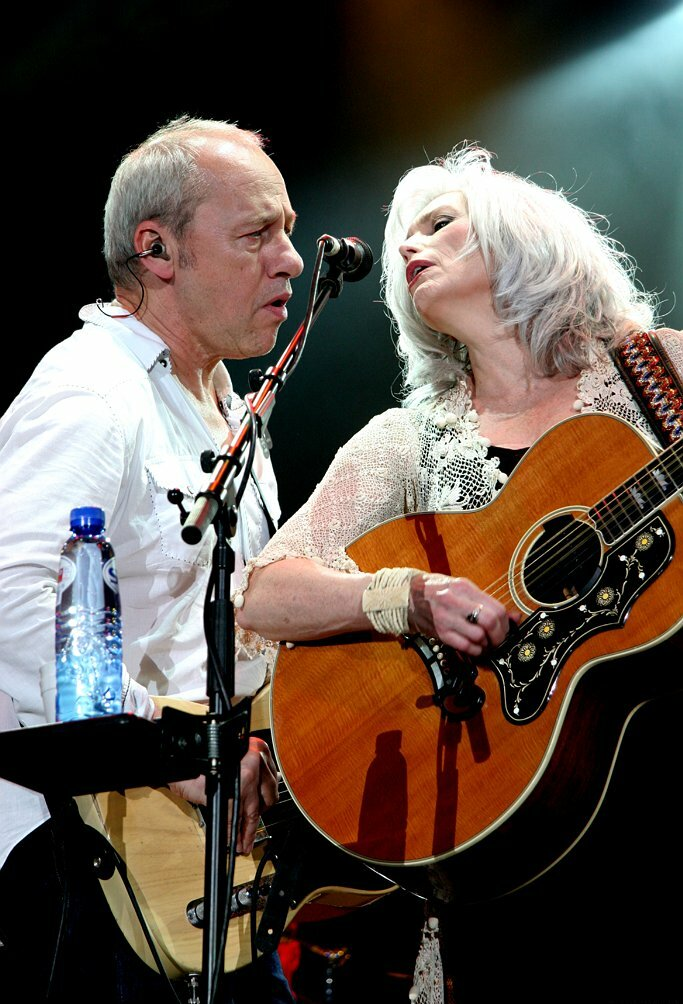
Knopfler har samarbetat med Emmylou Harris vid flera tillfällen sedan bandets uppbrott.

2002 anslöt sig Illsley, Fletcher, Danny Cummings och Chris White till Knopfler för fyra välgörenhetskonserter. Brendan Croker spelade med Knopfler under den första halvan och spelade främst material av The Notting Hillbillies. Illsley medverkade på en Dire Straits-session där, Jimmy Nail, under en konsert i Shepherd's Bush, gästade i slutet som körsångare.
Gruppens senaste samlingsalbum, The Best of Dire Straits & Mark Knopfler: Private Investigations, gavs ut i november 2005 och gick in på topp-20 i Storbritannien. Albumet, som innehåller material från majoriteten av Dire Straits studioalbum och från Knopflers solo- och soundtrackalbum, släpptes i två olika utgåvor: den ena med endast en skiva och grått omslag, och den andra som dubbel-CD med blått omslag. Albumet innehåller också den tidigare outgivna låten "All the Roadrunning", som är en duett med Emmylou Harris. Samma år gavs Brothers in Arms ut igen i en limiterad 20-årsjubileumsupplaga. Denna utgåva blev en stor succé och vann en Grammy Award för "Best Surround Sound".
Sedan gruppens uppbrott har Mark Knopflers inte visat något som helst intresse att återförena Dire Straits och har sagt: "Åh, jag vet inte om man ska börja sätta ihop allt det där igen" samt "Jag skulle enbart göra det för välgörenhet. Jag är glad att jag har upplevt allt – jag hade mycket roligt med det – men jag gillar saker som det är nu." Keyboardisten Guy Fletcher har dock varit associerad med nästan allt Knopfler givit ut, och Danny Cummings har ofta medverkat på Knopflers soloalbum, bland andra All the Roadrunning (med Emmylou Harris), Kill to Get Crimson och Get Lucky.
2007 sade Knopfler att han inte saknade den globala berömmelsen som uppenbarade sig under bandets glansdagar, och förklarade vidare: "Det blev bara för stort." I oktober 2008 berättade Illsley för BBC att han ville att Knopfler skulle gå med på att återförena Dire Straits för en comebackturné. Knopfler tackade dock nej och sade att han ofta var motvillig att återförena bandet, och insisterade att han "inte ens är något större fan av Dire Stratis tidiga hits." I samma intervju gissade Illsley att Knopfler njöt av sina fortsatta framgångar som soloartist, och sade att: "Han gör otroligt bra ifrån sig som soloartist, så hatten av för honom. Han gör det han gör med glädje." Guy Fletcher meddelade på sin hemsida att Knopfler inte har något intresse av att återförena Dire Straits.
2011 satte Alan Clark, Chris White, och Phil Palmer, tillsammans med trummisen Steve Ferrone från Tom Petty and the Heartbreakers ihop bandet "The Straits", för att uppträda på en välgörenhetskonsert på Royal Albert Hall.
Den 13 december 2017 meddelades det att Dire Straits blivit invalda i Rock and Roll Hall of Fame and Museum. Samtliga originalmedlemmar valdes in: bröderna Knopfler, Illsey och Whiters. Även Fletcher och Clark valdes in. I en intervju med Billboard sa Illsey att "jag blir glädjefylld över att bli erkänd och att bli invald i det vi älskar att göra bäst, vilket är att skapa musik och att spela rock n' roll." Angående en eventuell återförening svarade han: "Mark [Knopfler] är ganska restriktiv kring saker som denna. Vi har pratat om (induktionen), och vi sade bara, 'Åh, det var trevligt.' Jag tror att det antagligen skulle vara viktigt om Mark och jag var där. Jag kommer definitivt vara där, och jag kommer definitivt prata med Mark om att vara där också. Det är huvudsakligen upp till honom om han vill göra någonting, och jag respekterar fullkomligt han känslor kring det. Han vill inte ha för mycket vitt ljus." Illsley, Clark och Fletcher närvarade vid ceremonin som hölls den 14 april 2018, medan Knopfler valde att avstå.

## Diskografi
- 1978 – Dire Straits
- 1979 – Communiqué
- 1980 – Making Movies
- 1982 – Love Over Gold
- 1985 – Brothers in Arms
- 1991 – On Every Street

## Priser och nomineringar
| År   | Pris                  | Utmärkelse                                    | Verk                                      | Resultat  |
| ---- | --------------------- | --------------------------------------------- | ----------------------------------------- | --------- |
| 1980 | Grammy Award          | Best New Artist                               |                                           | Nominerad |
| 1980 | Grammy Award          | Best Rock Vocal Performance by a Duo or Group | "Sultans of Swing"                        | Nominerad |
| 1983 | Brit Awards           | Best British Group                            |                                           | Vann      |
| 1980 | American Music Awards | Favorite Pop/Rock Single                      | "Money for Nothing"                       | Nominerad |
| 1986 | Grammy Award          | Best Rock Performance by a Duo or Group       | "Money for Nothing"                       | Vann      |
| 1986 | Grammy Award          | Album of the Year                             | Brothers in Arms                          | Nominerad |
| 1986 | Grammy Award          | Best Engineered Recording, Non-Classical      | Brothers in Arms                          | Vann      |
| 1986 | Grammy Award          | Record of the Year                            | "Money for Nothing"                       | Nominerad |
| 1986 | Brit Awards           | Best British Group                            |                                           | Vann      |
| 1986 | Juno Award            | International Album of the Year               | Brothers in Arms                          | Vann      |
| 1986 | MTV VMA               | Video of the Year                             | "Money for Nothing"                       | Vann      |
| 1986 | MTV VMA               | Best Stage Performance Video                  | "Money for Nothing"                       | Nominerad |
| 1986 | MTV VMA               | Best Concept Video                            | "Money for Nothing"                       | Nominerad |
| 1986 | MTV VMA               | Best Special Effects                          | "Money for Nothing"                       | Nominerad |
| 1986 | MTV VMA               | Best Direction                                | "Money for Nothing"                       | Nominerad |
| 1986 | MTV VMA               | Best Group Video                              | "Money for Nothing"                       | Vann      |
| 1986 | MTV VMA               | Viewer's Choice                               | "Money for Nothing"                       | Nominerad |
| 1986 | MTV VMA               | Best Art Direction                            | "Money for Nothing"                       | Nominerad |
| 1986 | MTV VMA               | Best Editing                                  | "Money for Nothing"                       | Nominerad |
| 1986 | MTV VMA               | Most Experimental Video                       | "Money for Nothing"                       | Nominerad |
| 1986 | MTV VMA               | Best Overall Performance                      | "Money for Nothing"                       | Nominerad |
| 1987 | Grammy Award          | Best Music Video, Short Form                  | "Brothers in Arms"                        | Vann      |
| 1987 | Brit Awards           | Best British Album                            | Brothers in Arms                          | Vann      |
| 1992 | Grammy Award          | Best Music Video, Short Form                  | "Calling Elvis"                           | Nominerad |
| 2006 | Grammy Award          | Best Surround Sound Album                     | Brothers in Arms - 20 Anniversary Edition | Vann      |